# 衡姓
衡姓是中文姓氏之一，在《百家姓》中排第347位。在现代它是极罕见的姓氏。

## 起源
衡姓有三种来源：
1. 以称号为姓。商初著名贤臣伊尹被尊称为“阿衡”，他的后代之中有便有以此为姓的。
2. 出自姬姓，以字为姓氏。据《元和姓纂》所载，春秋时鲁国有公族名为公衡，其后代以他的字为姓。
3. 为袁姓所改。据《万姓统谱》载，东汉末年袁绍战败，其子孙避居衡山，遂以山名为姓。
4. 源于满族，出自清朝时期著名官用宝刀工匠圣治，属于帝王赐改姓为氏。著名的北京“宝刀衡”所制作的刀剑，轻可裁纸绢，重可断钢筋
5. 源于地名，出自春秋时期郑国城邑雍雝，属于以地名为氏。雍雝，亦称衡雍、垣雍，在春秋时期为郑国的一个城邑，故址在今河南省武原县西北五里处，目前还有故雍雝城遗址。
6. 源于蒙古族，出自清朝中、后期著名学者哈斯朝鲁，属于汉化改姓为氏。蒙古族衡氏，源出清朝时期著名的作家、诗人、哲学家、翻译家哈斯朝鲁，他是蒙古“黄金家族”的后裔。
7. 源于官位，出自西周时期官吏楅衡使，属于以官职称谓为氏。在楅衡使的后裔子孙中，有以先祖官职称谓为姓氏者，称衡氏，世代相传至今。该支衡氏为典型的皇家专用姓氏，一直沿用至清朝末期。

## 始祖
伊尹、公子衡、袁绍、圣治、哈斯朝鲁

## 分布
衡氏族人早期活动在河南、山东一带，汉、唐之间向陕西、江、浙等地扩展，在河南南部形成望族，以汝南郡为郡望。如今衡氏族人在全国各地均有分布。 今四川省的蓬溪县、宜宾市、绵阳市盐亭县、阆中市、西充县、遂宁市、长宁县、凉山地区，湖南省的衡阳市，山东省的枣庄市薛城县、汶上县、临沂市郯城县，天津市的蓟县，河北省的秦皇岛市，江苏省的南京市、常州市、徐州市邳县、苏州市、扬州市、淮安市，河南省的修武县、西平县、遂平县、封丘县、濮阳市清丰县、郑州市中牟县，甘肃省的甘谷县，安徽省的马鞍山市、五河县，陕西省的汉中市、宝鸡市凤翔县，青海省的西宁市，湖北省的荆门市、襄樊市，黑龙江省的双城市，台湾，香港特别行政区等地，均有衡氏族人分布。

## 郡望
- 汝南郡：汉高帝四年置，今河南汝南县东南六十里。
- 雁门郡：战国时赵武灵王置，今山西代县西北。

## 家谱文献
- 甘肃甘谷衡氏族谱，著者待考，清朝年间木刻活字印本。现被收藏在甘肃省天水市甘谷县衡家坪村衡氏宗祠。
- 江苏邳州衡氏族谱，著者待考，清朝年间木刻活字印本。现被收藏在江苏省徐州市邳县碾庄镇衡集村。
- 河南封丘衡氏族谱，著者待考，清朝年间木刻活字印本。现被收藏在河南省信阳市潢川县付店镇衡小庄。
- 河南封丘衡氏族谱，著者待考，民国年间手写稿本。现被收藏在河南省封丘县东大宫村。

## 延伸阅读
[在维基数据编辑]
 《百家姓》
 《欽定古今圖書集成·明倫彙編·氏族典·衡姓部》，出自陈梦雷《古今圖書集成》